# Newport (Maine)
Newport è un comune degli Stati Uniti d'America, situato nello Stato del Maine, nella contea di Penobscot.